# Sociedad General Azucarera de España
La Sociedad General Azucarera de España (SGAE) fue una empresa española perteneciente a la industria de la alimentación que estaba especializada en la producción de azúcar y derivados. Conocida coloquialmente como la «Azucarera», durante cerca de un siglo fue una de las principales compañías españolas productoras de azúcar y llegó a controlar un gran número de centros de producción. En 1998 se fusionó con otra empresa del sector, dando lugar a la nueva Azucarera Ebro Agrícolas.

## Historia
La empresa fue constituida en 1903 por los propietarios de varias fábricas de azúcar ―la mayoría azúcar de remolacha―. En el momento de su creación controlaba 46 de las 57 plantas azucareras existentes en España y alrededor de un 98% de la producción general de azúcar, razón por la cual la nueva empresa no tardó en ser conocida coloquialmente como «el trust». Para 1917 constituía una de las primeras empresas españolas por activos netos. No obstante, a pesar de su posición hegemónica y del proteccionismo estatal que disfrutaba, el trust de la Sociedad General Azucarera terminaría fracasando. Tras una etapa en que consiguió dominar el mercado azucarero español, entre 1903 y 1908, la empresa acabaría entrando en una situación de grave crisis hacia 1912-1914.
En noviembre de 1913 se designó a Joaquín Sánchez de Toca para presidir la empresa, la cual llegaría a dirigir entre 1914 y 1935. Ante la grave situación interna que se encontró, Sánchez de Toca introdujo una política de ajustes y reestructuración. Además, a partir de entonces la Azucarera adoptó una nueva estrategia de negocio, que más adelante incluiría la elaboración y comercialización de bebidas alcohólicas que se obtenían a través del destilado de azúcar. Desde la Sociedad General Azucarera también se buscó una reordenación del sector que permitiera una competencia pacífica con otras empresas, lo que daría lugar a la constitución de un oligopolio formado por la Azucarera, la Compañía de Industrias Agrícolas y la Azucarera del Ebro. Esta situación se mantuvo sin grandes cambios durante las siguientes décadas. En 1998 se produjo la fusión de la Sociedad General Azucarera de España con Ebro Agrícolas-Compañía de Alimentación, dando lugar a Azucarera Ebro Agrícolas.